# Дальневосточный аист
Дальневосто́чный а́ист, или дальневосточный белый аист, или черноклю́вый а́ист, или кита́йский а́ист (лат. Ciconia boyciana) — птица из семейства аистовые, родственный белому аисту вид. Редкий, занесён в Красную книгу России: на сегодняшний день популяция дальневосточного аиста насчитывает около 2500 особей.

## Общая характеристика
Дальневосточный аист похож на белого аиста окрасом оперения, однако этот аист немного крупнее, имеет более мощный клюв чёрного цвета, ноги имеют более яркий красный цвет. Вокруг глаз у аиста неоперенная область красной кожи. Птенцы дальневосточного аиста белые с красновато-оранжевым клювом, в то время как птенцы белого аиста имеют чёрный клюв.

## Распространение
Практически весь ареал дальневосточного аиста приходится на территорию России. Этот вид гнездится на Дальнем Востоке, а именно в Приамурье и Приморье, в бассейне рек Амур, Зея, Уссури, также на севере Кореи и северо-востоке Китая и в Монголии. На зимовку улетает рано, постепенно собираясь в стаи. Зимуют на юге и юго-востоке Китая, предпочитая влажные места — мелкие водоёмы и рисовые поля.

## Образ жизни
Дальневосточный аист обитает неподалёку от водоёмов и влажных мест, питается водными и околоводными животными — мелкими позвоночными и беспозвоночными, в основном мелкой рыбой и лягушками. В отличие от белого аиста старается избегать людских поселений и гнездится в глухих малодоступных местах.

### Питание
Дальневосточный аист питается в основном некрупной рыбой, а также лягушками и крупными водными беспозвоночными.

### Размножение
Гнездится высоко на деревьях вблизи водоёмов — озёр, речек и болот. Также для постройки гнёзд использует другие высотные сооружения, например линии электропередач. Гнездо из веток около 2 м в диаметре, высотой от 3,4 до 14 м. Как и другие аисты, дальневосточный использует одно и то же гнездо несколько лет подряд. Откладывает яйца в конце апреля; в зависимости от условий, в кладке насчитывается от 2 до 6 яиц. Через месяц вылупляются птенцы, как и у остальных аистов, беспомощные. Родители кормят их, отрыгивая пищу в клюв, точно так же и поят их. Половая зрелость наступает в 3—4 года.

## Угроза и охрана
Популяция дальневосточного аиста находится в опасности, занесён в Красную книгу России, охраняется в Японии, Китае. Дальневосточный аист охраняется, в частности, в заповедниках: Комсомольский, Бастак, Норский, Хинганский, Ханкайский, Болоньский, в заказниках: Альдикон, Завитинский, Бастак.

## Галерея

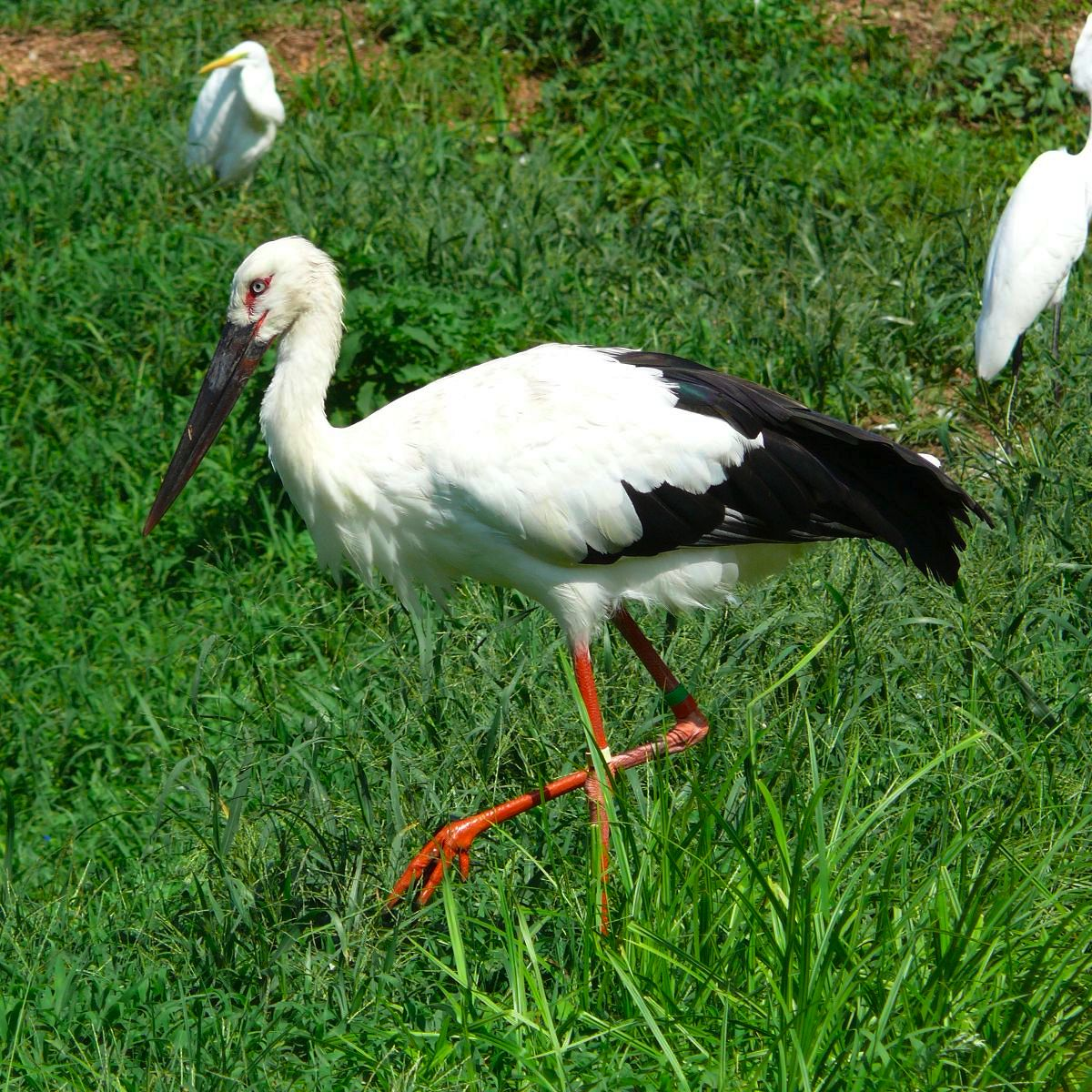
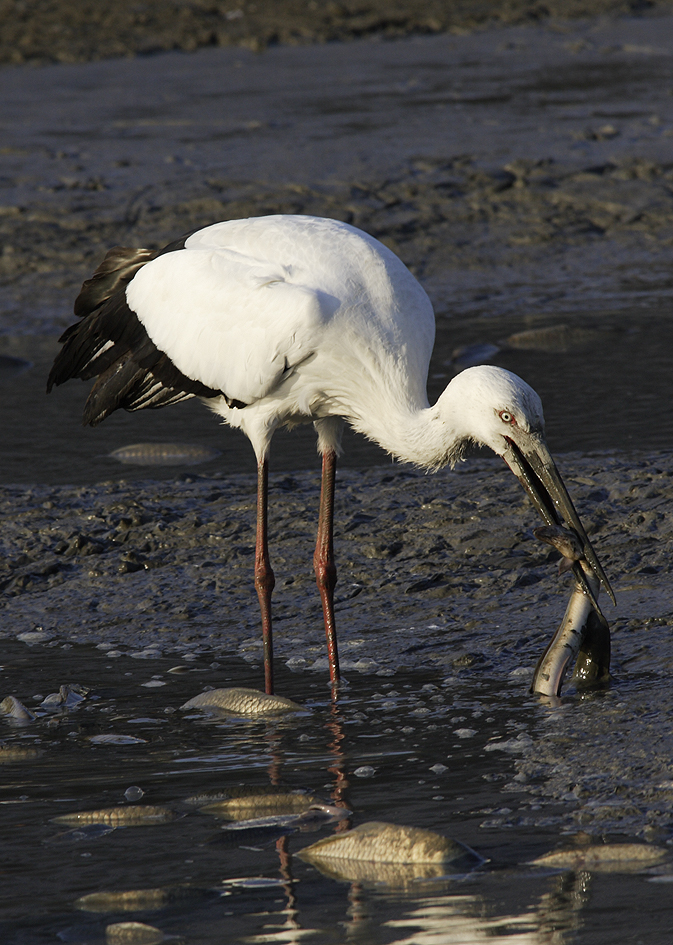
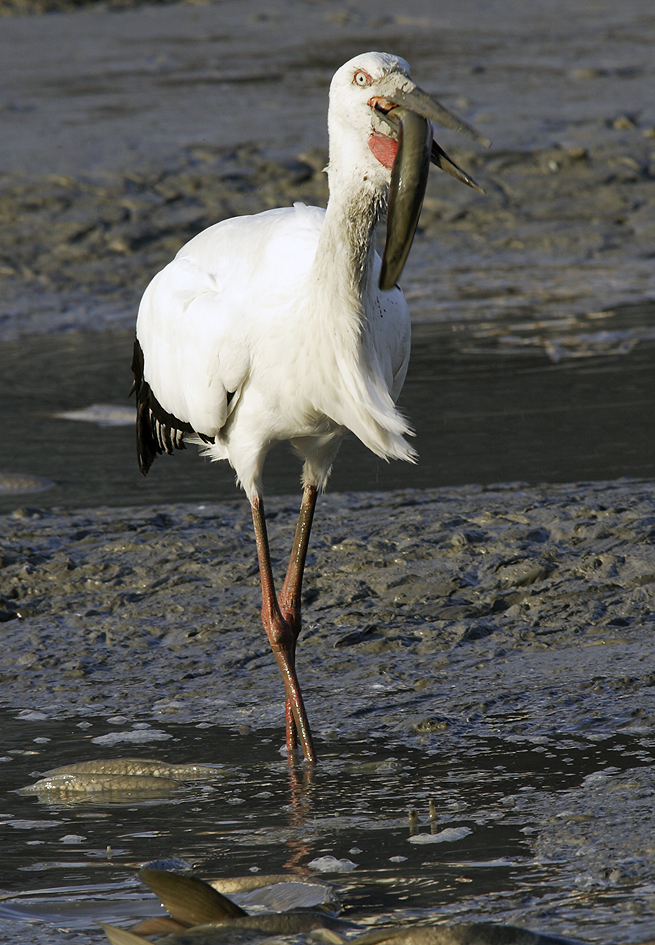
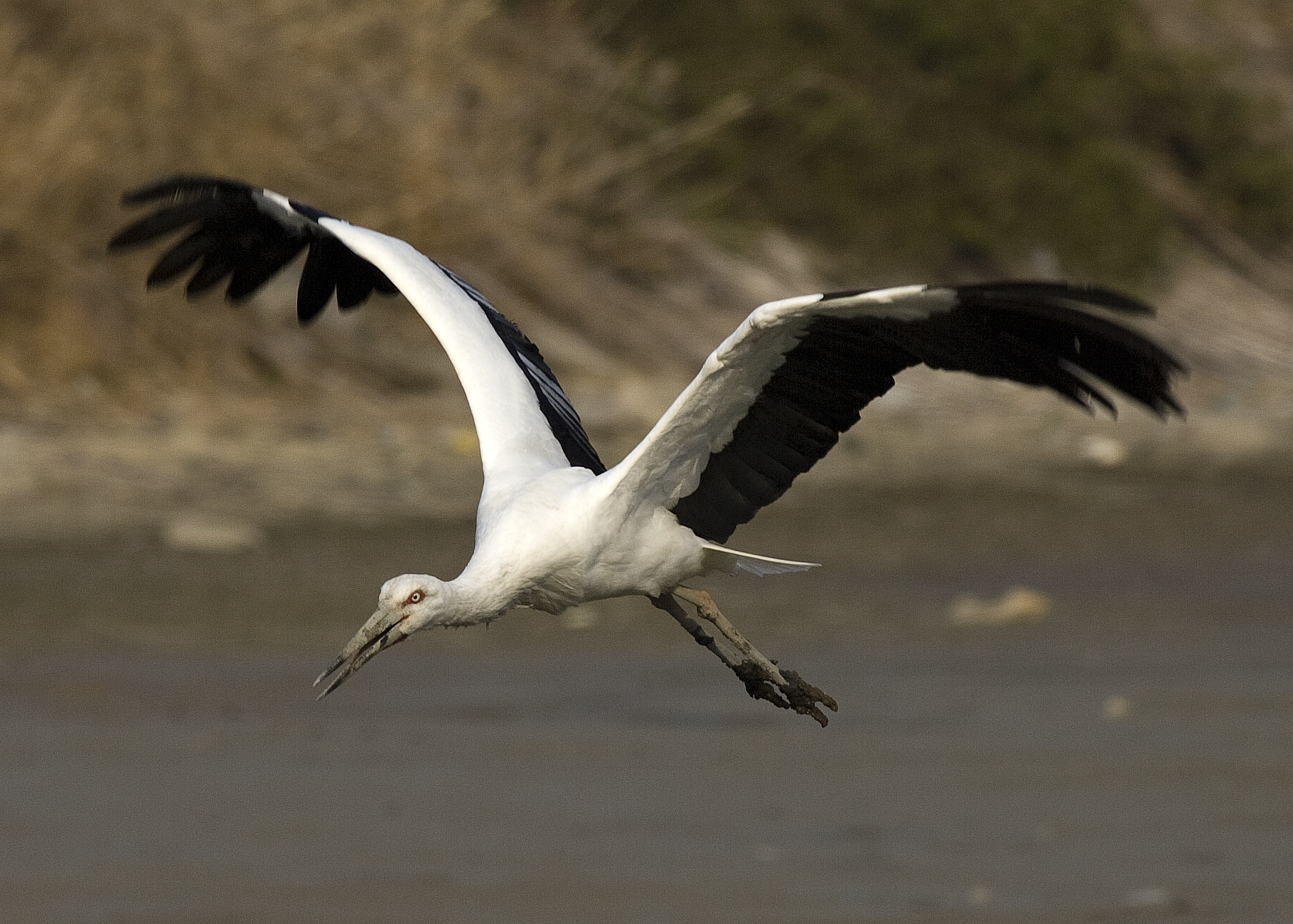
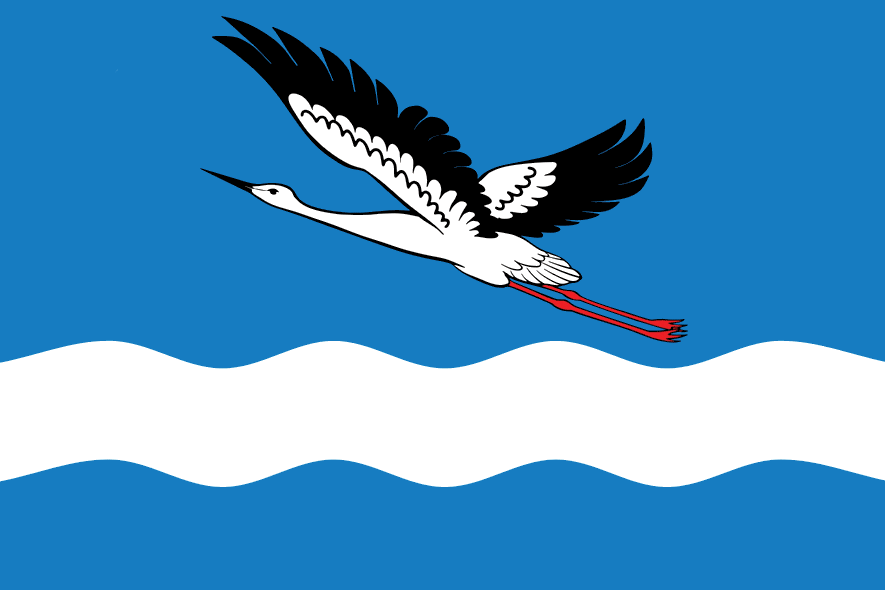
На флаге Амурска
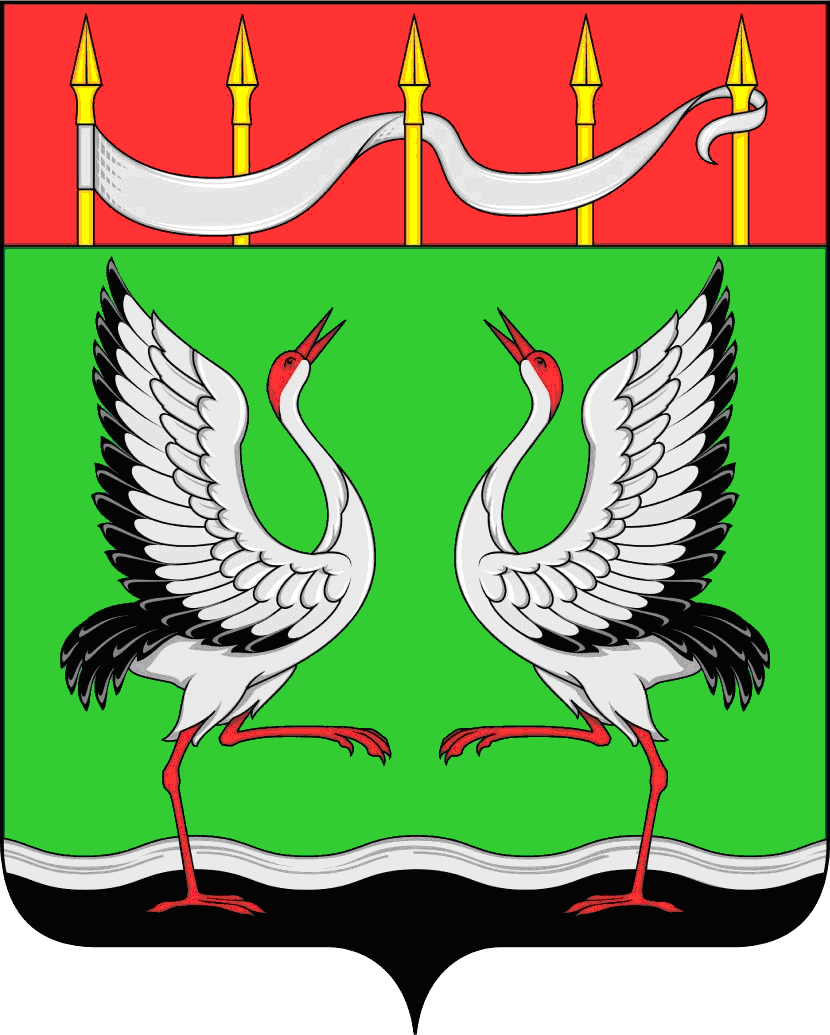
На гербе Архаринского района
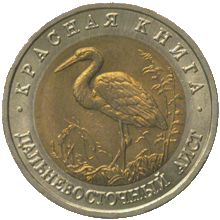
Монета ЦБ РФ
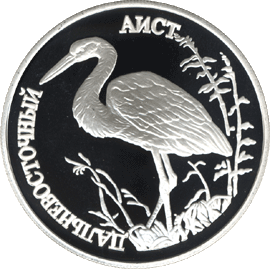
Дальневосточный аист на серебряной монете (Россия, 1995)

Дальневосточный аист на почтовой марке